# Ганс Георг Аншейд
Ганс Георг Аншейд (нім. Hans Georg Anscheidt; 23 грудня 1935, Кенігсберг, Східна Пруссія) — німецький мотогонщик, триразовий чемпіон світу з шосейно-кільцевих мотогонок серії MotoGP в класі 50сс (1966—1968).

## Кар'єра
Ганс Георг Аншейд, який працював автомеханіком, з його зростом 166 см особливо підходив для мотогонок у малокубових класах. Він розпочав свою кар'єру з виступів на мотоциклах марки Kreidler в класі 50 куб.см. У 1961 році Аншейд став чемпіоном Європи у класі 50сс.
З сезону 1962 Ганс дебютував у чемпіонаті світу з шосейно-кільцевих мотоперегонів MotoGP в новоствореному класі 50сс. Вже в дебютній гонці сезону на Гран-Прі Іспанії він святкував перемогу. Додавши до цього ще одну перемогу (Гран-Прі Націй), здобувши загалом 7 подіумів у 8 гонках, в яких брав участь, Аншейд завершив чемпіонат 2-им у загальному заліку, поступившись співвітчизнику Ернсту Дегнеру.
Наступний сезон був успішнішим: три перемоги (у Іспанії, Франції та Фінляндії) у 7-и гонках, загалом 5 подіумів, проте знову лише друге місце у загальному заліку. Чемпіоном з перевагою у 2 очки став новозеландець Х'ю Андерсон, який провів на 1 гонку більше.
Сезон 1964 став дещо гіршим за попередні — лише одна перемога (знову на Гран-Прі Іспанії), всього 4 подіуми та третє місце у загальному заліку.
Всі три сезони Ганс виступав на мотоциклі Kreidler, а чемпіонами ставали неодмінно на Suzuki. Можливо, саме це вплинуло на зміну Аншейдом мотоцикла: сезон 1965 він провів на Suzuki RK66, досить унікальній моделі, як на сьогоднійшній час. Зокрема, двигун мав 2 циліндри (при загальному робочому об'ємі 50 см³), коробка перемикання передач мала 14 швидкостей (у наші часи дозволено 6), а максимальна потужність досягала 12,9 кВт при 28,8 тис.об./хв. Протягом року Аншейд взяв участь у трьох гонках класу 50сс, зайнявши у загальному заліку лише 7-е місце. У тому році він також дебютував у класі 125сс, взявши участь у Гран-Прі Націй на Kreidler (5-е місце).
Наступний, 1966 рік став для Аншейда найуспішнішим. Хоча він узяв участь лише у 5-и гонках класу 50сс, проте дві перемоги (у Західній Німеччині та на Гран-Прі Націй) та загалом чотири подіуми дозволили йому стати чемпіоном світу, вперше у кар'єрі. Також він провів одну гонку в класі 125сс.
У сезоні 1967 році Ганс знову став чемпіоном світу в класі 50сс. Для цього йому достатньо було трьох перемог у 7-и гонках. Окрім цього, він провів дві гонки у класі 125сс, обидва рази фінішувавши на 2-у місці. Після закінчення сезону команда Suzuki залишила чемпіонат через зміну правил, проте Аншейду було дозволено виступати в наступному році на японському мотоциклі в приватному порядку, щоправда, на мотоциклі специфікації попереднього року.
Сезон 1968 подарував йому третє поспіль чемпіонство у класі 50сс. Для цього Аншейду вистачило 4 гонки: у трьох він перемагав, у четвертій зайняв друге місце. Він став першим гонщиком — триразовим чемпіоном світу в класі 50сс. Пізніше його досягнення зміг повторити Хорхе Мартінес «Аспар», а Штефан Дьорфлінгер та Анхель Ньєто його перевершили (4 та 6 чемпіонств відповідно). Також він став останнім гонщиком, який виграв чемпіонат для Suzuki.
У 1976 році Ганс Георг Аншейд за свої спортивні досягнення був удостоєний випуску поштової марки у Екваторіальній Гвінеї.

## Статистика виступів

### MotoGP

#### У розрізі сезонів
Система нарахування очок, що діяла у 1950—1968 роках:
| Місце | 1 | 2 | 3 | 4 | 5 | 6 |
| Очки  | 8 | 6 | 4 | 3 | 2 | 1 |

| Сезон  | Клас   | Мотоцикл | Гонки | Пер | Под | ПП | Очки | Місце |
| ------ | ------ | -------- | ----- | --- | --- | -- | ---- | ----- |
| 1962   | 50cc   | Kreidler | 8     | 2   | 7   | 0  | 36   | 2     |
| 1963   | 50cc   | Kreidler | 7     | 3   | 5   | 0  | 32   | 2     |
| 1964   | 50cc   | Kreidler | 8     | 1   | 4   | 0  | 29   | 3     |
| 1965   | 50cc   | Suzuki   | 3     | 0   | 0   | 0  | 6    | 7     |
| 1965   | 125cc  | Kreidler | 1     | 0   | 0   | 0  | 2    | 21    |
| 1966   | 50cc   | Suzuki   | 5     | 2   | 4   | 0  | 28   | 1     |
| 1966   | 125cc  | Suzuki   | 1     | 0   | 0   | 0  | 2    | 12    |
| 1967   | 50cc   | Suzuki   | 7     | 3   | 6   | 0  | 30   | 1     |
| 1967   | 125cc  | Suzuki   | 2     | 0   | 2   | 0  | 12   | 6     |
| 1968   | 50cc   | Suzuki   | 4     | 3   | 4   | 0  | 21   | 1     |
| 1968   | 125cc  | Suzuki   | 2     | 0   | 2   | 0  | 10   | 8     |
| Всього | Всього | Всього   | 48    | 14  | 34  | 0  | 211  |       |